# انییر-سور-سن
شهر انیِر-سور-سن (به فرانسوی: Asnières-sur-Seine) در شهرستان او-دو-سن در ناحیه ایل-دو-فرانس با جمعیت ۸۲٬۳۵۱ نفر در کشور فرانسه واقع شده‌است